# Jean Malye
Jean Malye est un illustrateur et un écrivain français, né le 14 janvier 1953.

## Biographie
Jean Malye naît le 14 janvier 1953.

## Publications
En tant qu'illustrateur (liste incomplète)
- Ma concierge est une sorcière, Hachette
- La brillante histoire du petit ver trop luisant, Albin Michel

En tant qu'écrivain
- 2007 : La Véritable histoire de Jules César
- 2007 : La Véritable Histoire de Carthage et d'Hannibal
- 2008 : La Véritable Histoire de Périclès
- 2008 : La Véritable Histoire de Caligula
- 2009 : La Véritable histoire d'Alexandre le Grand
- 2011 : La Véritable Histoire d'Hannibal
- 2010 : La Véritable Histoire des héros spartiates
- 2014 : La Véritable histoire de la bataille de Salamine